# Ляхтевяноя, Эско
Эско Ляхтевяноя (фин. Esko Lähtevänoja; род. 14 мая 1953, Утаярви, Оулу) — финский лыжник, призёр чемпионата мира. 

## Карьера
На чемпионате мира-1978 в Лахти в команде вместе с Юхой Мието, Пертти Теураярви и Матти Питкяненом завоевал серебро в эстафетной гонке. Прочих значимых результатов в карьере не имеет, на Олимпийских играх никогда не выступал.